# Neoplocaederus spinicornis
Neoplocaederus spinicornis (лат.) — вид жуков-усачей из подсемейства собственно усачей. Распространён в Африке. Кормовым растением личинок является кофе аравийский.